# Belgisches Institut für Weltraum-Aeronomie
Das Belgische Institut für Weltraum-Aeronomie, kurz BIRA-IASB genannt (für den niederländischen Namen Belgisch Instituut voor Ruimte-Aëronomie und den französischen Namen Institut d’aéronomie spatiale de Belgique), ist eine belgische Forschungseinrichtung im Fachbereich Hochatmosphäre (Aeronomie) mit Sitz in der Gemeinde  Uccle/Ukkel im Süden von Brüssel.
Das Institut wurde im Jahr 1964 gegründet. Seine Hauptaufgabe ist Forschung und Dienstleistung in Weltraum-Aeronomie, der Physik und der Chemie der Atmosphäre der Erde oder anderer Planeten sowie des Weltraums, zu dessen Zweck es auch im Verbund mit der europäischen Weltraumbehörde (ESA) zusammenarbeitet.